# Гільєрмо Діас
Гільє́рмо Ді́ас (англ. Guillermo Díaz; нар. 22 березня 1975, Нью-Йорк, США) — американський актор кіно та телебачення.

## Біографія
Гільєрмо Діас народився 22 березня 1975 року в Нью-Джерсі, та виріс на Мангеттені у Нью-Йорку. Батьки Гільєрмо мають кубинське походження. У 17 років, після участі в шкільному конкурсі талантів, вирішив стати актором. Він поступив до коледжу, де відвідував уроки акторської майстерності. У 19 років отримав свою першу оплачувану роль — роль Вовка в казці «Троє поросят» в дитячому театрі. Незабаром після цього, разом з іншими молодими акторами, заснував театральну компанію LAByrinth Theater Company і брав участь у різних студентських і незалежних проектах.
З 1994 року Гільєрмо починає зніматися в кіно, грає невеликі ролі в таких телесеріалах, як «Швидка допомога», «Клан Сопрано», «Закон і порядок», «Шукач», «Криміналісти: мислити як злочинець». Став відомим за роллю Гільєрмо Гарсія Гомеса — наркодилера з серіалу «Косяки» 3-6 і 8 сезонів. Також він відомий за роллю Хака в телесеріалі «Скандал» (2012—2015).
Гільєрмо Діас — відкритий гей, він здійснив камінг-аут на початку 2011 року. Незабаром після цього знявся повністю оголеним для гей-журналу Pinups.

## Фільмографія (вибіркова)
Ролі в кіно
| Рік  |   | Українська назва            | Оригінальна назва      | Роль                                                                    |
| ---- | - | --------------------------- | ---------------------- | ----------------------------------------------------------------------- |
| 1994 | ф | Фреш                        | Fresh                  | Спайк                                                                   |
| 1995 | ф | Тусівниця                   | Party Girl             | Лео                                                                     |
| 1995 | ф | Стоунволл                   | Stonewall              | Ла Міранда                                                              |
| 1996 | ф | Шосе                        | Freeway                | Флакко                                                                  |
| 1996 | ф | Міські дівчатка             | Girls town             | Ділан                                                                   |
| 1996 | ф | Беззаконня в середній школі | High School High       | Пако де ла Вега аль Каміно Кордоба Хосе Куерво Санчес Родрігес Молодший |
| 1996 | ф | Я не Раппапорт              | I’m Not Rappaport      | Джей Сі                                                                 |
| 1997 | ф | Ніде                        | Nowhere                | Ковбой                                                                  |
| 1998 | ф | Непропечений                | Half Baked             | Обличчя зі шрамом                                                       |
| 1999 | ф | 200 цигарок                 | 200 Cigarettes         | Дейв                                                                    |
| 1999 | ф | На дні безодні              | In Too Deep            | Мігель Батиста                                                          |
| 1999 | ф | Тільки один раз             | Just one time          | Віктор                                                                  |
| 2001 | ф | Стіни Челсі                 | Chelsea Walls          | «Малюк»                                                                 |
| 2003 | ф | Тунець з васабі             | Wasabi Tuna            | Ромео                                                                   |
| 2004 | ф | Весілля Тоні і Твані        | Tony n' Tina’s Wedding | Рафаель                                                                 |
| 2004 | ф | Термінал                    | The Terminal           | Боббі Аліма                                                             |
| 2005 | ф | Брудне кохання              | Dirty Love             | Фокусник                                                                |
| 2005 | ф | Смерть вегетаріанцям        | Shooting Vegetarians   | Ніл                                                                     |
| 2006 | ф | 13 могил                    | 13 Graves              | Менні Родрігес                                                          |
| 2006 | ф | Урожай                      | Harvest                | Юджин Піткін                                                            |
| 2008 | ф | Останній день майбутнього   | Evilution              | Killah-B                                                                |
| 2010 | ф | Парочка копів               | Cop Out                | Poh Boy                                                                 |
| 2012 | ф | Квиток на Vegas             | Билет на Vegas         | детектив Гарсія                                                         |

Ролі на телебаченні
| Рік       |    | Українська назва                   | Оригінальна назва   | Роль                                                |
| --------- | -- | ---------------------------------- | ------------------- | --------------------------------------------------- |
| 1994—1999 | с  | Закон і порядок                    | Law & Order         | Боббі Сабо/епізоди Kids и Juan Domingo and Marathon |
| 1995      | с  | Швидка допомога                    | ER                  | Джордж/епізод Days Like This                        |
| 1995      | с  | Нас п'ятеро                        | Party of Five       | Арі/епізод Analogies                                |
| 1999      | с  | Клан Сопрано                       | The Sopranos        | продавець/епізод Meadowlands                        |
| 2000      | с  | Дотик ангела                       | Touched by an Angel | Рік Ігерра/епізод The Invitation                    |
| 2002      | с  | Третя зміна                        | Third Watch         | Рафаель 'Рейф' Коннорс/епізод The Long Guns         |
| 2002      | тф | Фідель                             | Fidel               | Універсо Санчес                                     |
| 2003—2006 | с  | Шоу Шаппелла                       | Chappelle’s Show    | Обличчя зі шрамом                                   |
| 2004      | с  | Без сліду                          | Without a Trace     | Карлос Гонсалес/епізод Life Rules                   |
| 2004      | с  | Щит                                | The Shield          | Гарса/епізод Blood and Water                        |
| 2008      | с  | Криміналісти: мислити як злочинець | Criminal minds      | Плейбой/епізод Brothers in Arms                     |
| 2007—2012 | с  | Косяки                             | Weeds               | Гільєрмо Гарсія Гомес                               |
| 2009      | с  | Милосердя                          | Mercy               | Енжел Гарсія                                        |
| 2009      | с  | Пацієнт завжди правий              | Royal Pains         | Бенні/епізод Strategic Planning                     |
| 2010      | тф | Незвичайна сім'я                   | No Ordinary Family  | детектив Луїс Кордеро                               |
| 2012—2015 | с  | Скандал                            | Scandal             | Хак                                                 |
| 2016      | с  | Дівчатка                           | Girls               | Гектор                                              |

Інші роботи
- Солдат удачі II: подвійна спіраль (Soldier of Fortune II: Double Helix), 2002 — комп'ютерна гра — Домінго Санчес (Domingo Sanchez)